# YouTube Music
YouTube Music（ユーチューブ ミュージック）は、YouTubeが開発した音楽ストリーミングサービスである。
有料サービスの「YouTube Music Premium」は、広告なし再生、バックグラウンドで音声のみ再生、ダウンロードしてオフラインで再生、などが可能となり、「YouTube Premium」のサービスも利用可能である。2021年1月1日から「Google Play Music」を代替し、Googleの音楽ストリーミングサービスのメインブランドとした。

## 概要
音楽コンテンツの再生や検索に最適化されたサービスとして、2015年11月12日にアメリカ合衆国などで開始したのちに各国で開始した。日本では2018年11月14日にYouTube Premiumと同時にサービスを開始した。
2020年5月12日に、類似サービスGoogle Play Musicのほぼ全てのデータや設定をYouTube Musicへ転送するツールの提供を開始し、同年内にGoogle Play Musicサービスを終了予定であると発表した。

## 価格
YouTubeと同様に基本無料だが、無料版は広告動画が挿入される。YouTube Premiumの機能「YouTube Music Premium」は、広告なし再生、モバイルアプリでバックグラウンド再生やオフライン再生、プレイリスト作成に対応する。

## 特徴
YouTube Musicでは、iCloudミュージックライブラリ (Apple Music / iTunes Match) と同様のサービスとして「アップロード」機能を提供している。自分のアカウントにアップロードした曲は、YouTube Music Premium を定期購入していなくても、バックグラウンド再生、広告なし再生、オフライン再生が可能である。「アップロード」機能は、Google Play Musicで「音楽ロッカー機能」として提供されていたサービスを後継するが、Google Play MusicやiCloudミュージックライブラリと異なり、アップロードした曲を自身の端末へ元の形式でダウンロードすることは不可である。